# Союзний герб

Подвійний герб особистої унії Бурбонів як королів Франції та Наварри

Союзний герб — поєднання двох гербів, носії яких (особи, країни, князі чи єпархії) пов'язані союзом, зазвичай шлюбом, рідше персональною унією. Вони були відомі з кінця ХІІІ-го століття.
Герб подружжя є символом шлюбного союзу і подружжя, що не передбачає угоди про політичний союз або спільне здійснення влади над територіями. Під союзом тут мається на увазі шлюбний союз. У разі створення подружніх пар щит чоловіка має бути розташований «геральдично правильна», тобто праворуч, а щит дружини — з іншого боку поруч або нахилившись один до одного. На зображеннях шлюбних гербів герб вищого рангу знаходиться праворуч, іноді під верхнім гербом.
Союзний герб може бути створений шляхом поєднанні на спільному щиті гербів учасників. Тоді в окремі поля розсіченого чи почетвертованого герба, іноді з центральним серцевим щитом, що означає об'єднання сімей або територій (наприклад, за спадщиною).

## Поява
Об'єднання двох гербів відбулося від часів хрестових походів. Тоді кожен герб ділили навпіл і з'єднували їх половинки в новому щиті («розщеплення» щита). Це об'єднання є монограмматичним об'єднанням (герби, з'єднані між собою). Зазвичай два герби входять у два поля у звуженому вигляді, але там також було багато половинних фігур, наприклад, наполовину лев, наполовину орел. Напівгеральдичні тварини на розриві, зокрема орел, пропонують об'єднання гербів.
Іншою формою союзного герба є та, в якій вищий ранг герба або історично найважливіший герб (родовий герб) розміщений як серцевий щит посередині іншого герба. Герби союзу в Іспанії були об'єднані таким чином, що чоловіча частина була розташована в центрі, а навколо — знаки дружини на облямівці.
Пізнішою формою є та, в якій два щити союзу розміщені поруч. Геральдично більш правильним є подання, на якому показано обидва верхні герби (шолом, вінець тощо), але також часто трапляється так, що вищий ранг герба представляє загальний герб, але у випадку одружених герби завжди чоловічі, навіть якщо він нижчого рангу. Подвійні щити трохи нахилені один до одного і у вигляді великого герба утримують оригінальні тримачі щитів.
|  | Австро-Угорський герб 1916 р. — державна структура виникла з численних союзів: - Два територіальні щити спереду і ззаду (союз Австрії та Угорщини); - Цислейтанія Австрійська балка (Будинок Австрії) на двоголовому орлі, що поміщений під короною Рудольфа (австрійська імператорська корона); - Транслейтанія: передня Угорщина, верхня Угорщина (Нойунгарн) в Перевернутому вилоподібному хресті Герб Хорватії під короною Стефана (Угорська Свята Корона); - Посередині правляча династія Габсбургів-Лотаринзьких, триколонний герб, прикритий семисхиленою королівською короною - з них два передні Габсбурги (спереду Альтабсбург, ззаду — тут посередині — Нова Австрія) - позаду Лотарингії |

## Герб союзу володаря і території
Одним із варіантів є союзний герб у початковому розумінні, при якому герб правлячого будинку стоїть перед гербом території, якою він править. Ця форма зустрічається також у духовних гербах. Тут проілюстровано зв'язок між сановником та його духовною територією.

## Герб союзу особистої спілки
Після закінчення пізнього Середньовіччя, найпізніше, аж до барокового абсолютизму, правлячі будинки Європи консолідувались, а територія відійшла на другий план. Відтепер герб союзу є ознакою країн, що перебувають в персональній унії.

## Шлюбний герб (шлюбний герб)

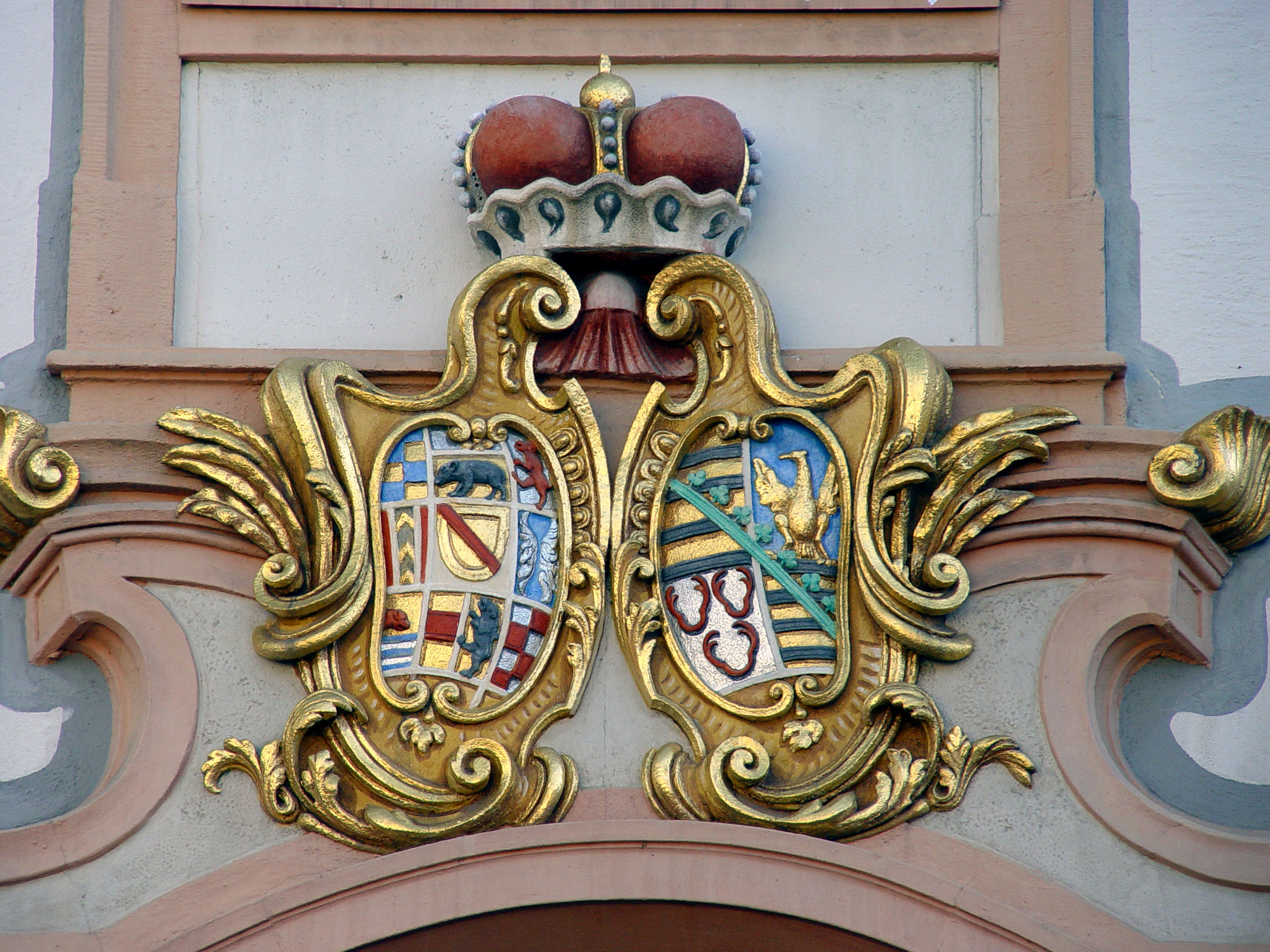
Шлюбний союз герб Бадена та Саксен-Лауенбурга в Еттлінгені

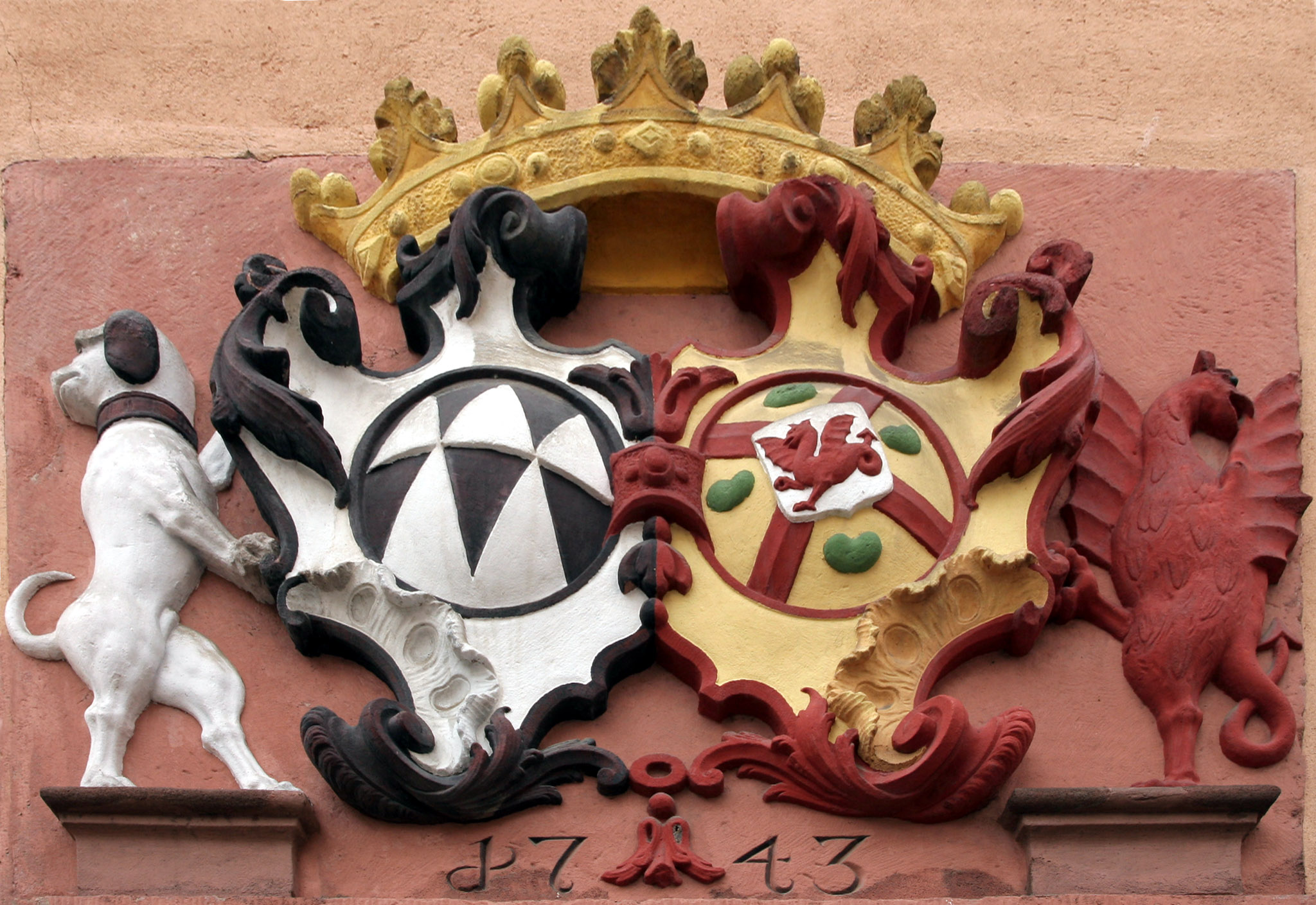
Герб подружнього союзу Вамболт фон Умштадт / фон Кессельштатт на Вамбольтер-Хоф у Бенсхаймі

Герби союзу часто зустрічаються при шлюбах шляхти. У цьому випадку також йдеться про шлюбний герб. Герб чоловіка завжди знаходиться геральдично праворуч.
Два герби об'єднуються під короною чоловіка. У випадку з фюрстами чи принцами вони часто розміщуються перед мантією. Гасла або девізи взяті з чоловічої лінії. Щитотримачі стоять поруч зі своїм щитом: праворуч тримач чоловіка, ліворуч — жінки. З Куртуа (ці правила були розроблені у Франції) герб чоловіка відображається дзеркально (контрастує), тобто обличчям до дами. Геральдичні тварини розміщені так, щоб вони дивились один на одного і не були спиною до спини.
Приклад іспанського звичаю: у королівському португальському гербі старий португальський герб був в середині червоної облямівки з замками походить від шлюбу Фернанду I (1367—1383) з португальською шляхтанкою Леонорою Теліш де Мінезіш. У неї були кастильські замки з герба батька.
У двох шлюбах герб альянсу складається з трьох щитів, у яких праворуч зображений геральдичний символ першої дружини, у середині — герб чоловіка, а другої дружини — ліворуч. Герб чоловіка — це, як правило, герб, який повернула перша жінка.
Загалом шлюбний герб діє лише для подружжя; діти вживають герб свого батька. Однак, якщо жінка мала право на спадщину, або якщо вона вносила власне майно в шлюб як придане, то в багатьох випадках згорнута форма зберігалася як сімейний герб. Значно збільшені герби можна простежити від шлюбних гербів.

## Герб вдови

Герб королеви-матері Єлизавети Боуз-Лайон

Союз вдів спеціально показується єдиним щитом. Він розділений або четвертований. Коли щит розділений, чоловічий щит знаходиться першим, а щит жінки — ліворуч. Почетвертований герб облаштований так: 1 і 4 для чоловіка, 2 і 3 — для жінки.
В Англії союз гербів у роздвоєному щиті також є загальним для дружин — переважно королівської родини, — але тоді це не спільний герб подружньої пари (як у випадку з двома екранованими гербами союзу), але тільки жінки.

## Міський герб
| Essen                                |  | Brandenburg an der Havel |
| Герб Ессена і Бранденбурга-на-Гафелі |  |                          |

Міський герб як союзний герб зустрічається досить рідко. Герб міста Ессен або герб міста Бранденбург ан дер Гавел. Як розколотий міський герб — герб міста Крефельда.

## Побратимство міст
Сьогодні герби союзів також використовуються для міст-побратимів.

## Герб союзу як мотив
У Бартоломаус Аіч на музично-драматичному фестивалі гри Armamentarium comicum amris et honori для весілля графа Максиміліана Віллібальда фон Вальбург-Вольфегга з Кларою Ізабеллою принцесою фон Арсхот і Аренберг 6 грудня 1648 р. в Ліндау геральдичні фігури двох гербів нареченого і нареченої демонструються алегорично і об'єднані в союзний герб. Зв'язок геральдичних фігур двох гербів (наприклад, сонця чи лева) служить символом династичного зв'язку між двома родинами, і таким чином, стає центром оригінальної естетичної презентації.

## Вебпосилання
- Bernhard Peter: Ehewappen. In: Einführung in die Heraldik. Abgerufen am 19. Juni 2008.

## Індивідуальні докази
1. ↑  Milan Buben: Heraldik. Albatros, Prag 1987